# ROH World Tag Team Championship
ROH World Tag Team Championship (em português, Campeonato Mundial de Duplas da ROH) é um campeonato mundial de duplas de wrestling profissional disputado na promoção americana Ring of Honor. O campeonato geralmente é disputado em lutas de luta livre profissional, nas quais os participantes geralmente executam finalizações roteirizadas em vez de disputar uma competição direta. 
The Lucha Bros (Penta El Zero Miedo e Rey Fénix) são os atuais campeões em seu primeiro reinado, tanto como equipe quanto individualmente.

## História
O ROH World Tag Team Championship foi introduzido no Unscripted em 21 de setembro de 2002, onde a ROH realizou um torneio para coroar os primeiros campeões. Na época, a ROH não tinha realmente cinturões de título e, em vez disso, presenteou Christopher Daniels e Donovan Morgan, os vencedores do torneio, com um troféu.
O título se tornou o ROH World Tag Team Championship depois que os então campeões Austin Aries e Roderick Strong derrotaram Naruki Doi e Masato Yoshino em 9 de julho de 2006, durante uma turnê no Japão com Dragon Gate e Pro Wrestling Noah. Desde então, o título também foi defendido no Reino Unido.
Desde sua origem em 2002, os cinturões do título foram introduzidos em 2003 e redesenhados em 2005, 2010, 2012, 2018 e 2023. Em 31 de março de 2023, o sexto design do cinturão estreou no Supercard of Honor.

## Torneio inaugural do campeonato (2002)
Equipes:
- Da Hit Squad (Mafia e Monsta Mack)
- Divine Storm (Chris Divine e Quiet Storm)
- The Full Blooded Italians (James Maritato e Tony Mamaluke)
- The Natural Born Sinners (Boogalou e Homicide)
- The Prophecy (Christopher Daniels e Donovan Morgan)
- The S.A.T. (Joel e Jose Maximo)
- American Dragon e Michael Modest
- Dick Togo e Ikuto Hidaka

|  | Quartas de final       | Quartas de final |              |     | Semifinais | Semifinais |  |  | Final | Final |
|  |                        |                  |              |     |            |            |  |  |       |       |
|  |                        |                  |              |     |            |            |  |  |       |       |
|  |                        |                  |              |     |            |            |  |  |       |       |
|  | The Prophecy           |                  |              |     |            |            |  |  |       |       |
|  |                        |                  |              |     |            |            |  |  |       |       |
|  | The S.A.T.             | Pin              |              |     |            |            |  |  |       |       |
|  | The S.A.T.             | Pin              | The Prophecy |     |            |            |  |  |       |       |
|  |                        |                  |              |     |            |            |  |  |       |       |
|  |                        | Togo/Hidaka      | Pin          |     |            |            |  |  |       |       |
|  | The F.B.I.             | Togo/Hidaka      | Pin          | Pin |            |            |  |  |       |       |
|  | The F.B.I.             |                  |              | Pin |            |            |  |  |       |       |
|  | Togo/Hidaka            |                  |              |     |            |            |  |  |       |       |
|  | The Prophecy           |                  |              |     |            |            |  |  |       |       |
|  |                        |                  |              |     |            |            |  |  |       |       |
|  |                        | Dragon/Modest    | Pin          |     |            |            |  |  |       |       |
|  | Divine Storm           | Dragon/Modest    | Pin          | Pin |            |            |  |  |       |       |
|  | Divine Storm           |                  |              | Pin |            |            |  |  |       |       |
|  | Dragon/Modest          |                  |              |     |            |            |  |  |       |       |
|  | Dragon/Modest          | -                |              |     |            |            |  |  |       |       |
|  | Dragon/Modest          | -                |              |     |            |            |  |  |       |       |
|  |                        |                  |              |     |            |            |  |  |       |       |
|  | Da Hit Squad 1         | DNP              |              |     |            |            |  |  |       |       |
|  | Da Hit Squad 1         | DNP              |              |     |            |            |  |  |       |       |
|  | Natural Born Sinners 1 | DNP              |              |     |            |            |  |  |       |       |
|  | Natural Born Sinners 1 | DNP              |              |     |            |            |  |  |       |       |

1 ↑ Nenhuma das equipes foi capaz de competir depois de serem atacadas por The Carnage Crew antes do início da luta agendada.

## Reinados

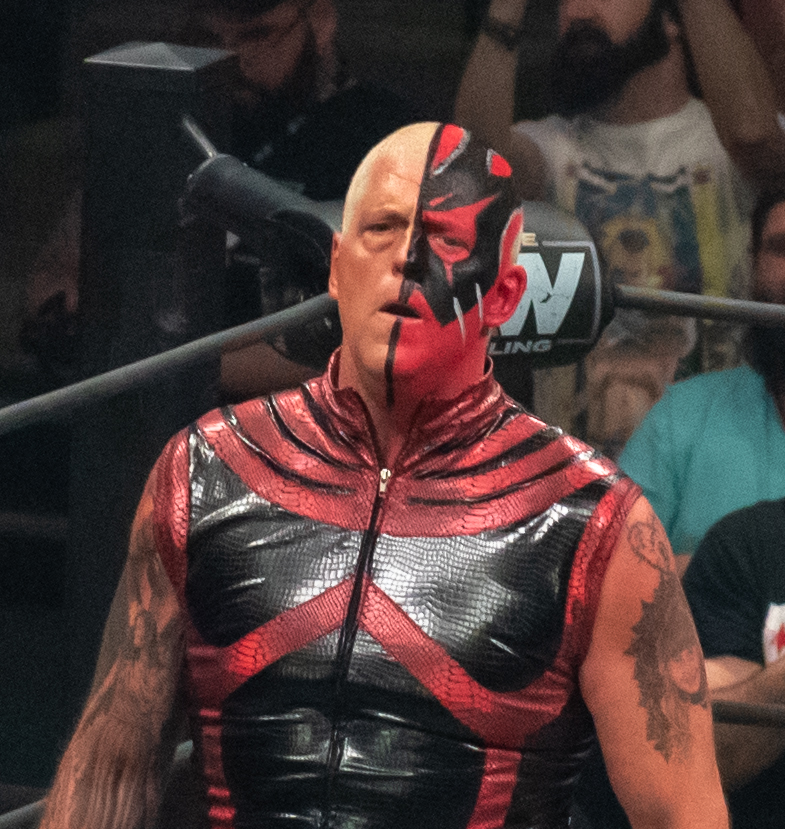
O lutador profissional americano Dustin Rhodes em outubro de 2019

No geral, houve 65 reinados entre 67 lutadores diferentes e 38 equipes diferentes. Os campeões inaugurais foram The Prophecy (Christopher Daniels e Donovan Morgan), que derrotou "The American Dragon" e Michael Modest em 21 de setembro de 2002, para se tornarem os campeões. A equipe de Jay Lethal e Jonathan Gresham tem o reinado mais longo como campeão, com seu primeiro reinado durando 442 dias. The Briscoe Brothers (Jay Briscoe e Mark Briscoe) detêm o recorde de mais reinados com 13 (tanto como equipe quanto individualmente).
The Lucha Brothers (Penta El Zero Miedo e Rey Fénix) são os atuais campeões em seu primeiro reinado, tanto por equipe quanto individualmente. Eles derrotaram Top Flight (Dante Martin e Darius Martin), The Kingdom (Matt Taven e Mike Bennett), Aussie Open (Mark Davis e Kyle Fletcher) e La Facción Ingobernable (Rush e Dralístico) em uma luta de escadas "Reach for the Sky" no Supercard of Honor em 31 de março de 2023 em Los Angeles, Califórnia, para vencerem os títulos vagos. Os campeões anteriores foram The Briscoe Brothers (Jay Briscoe & Mark Briscoe), e após a morte de Jay em um acidente de carro em 17 de janeiro de 2023, Mark desocupou formalmente os títulos.